# Óblast de Luhansk

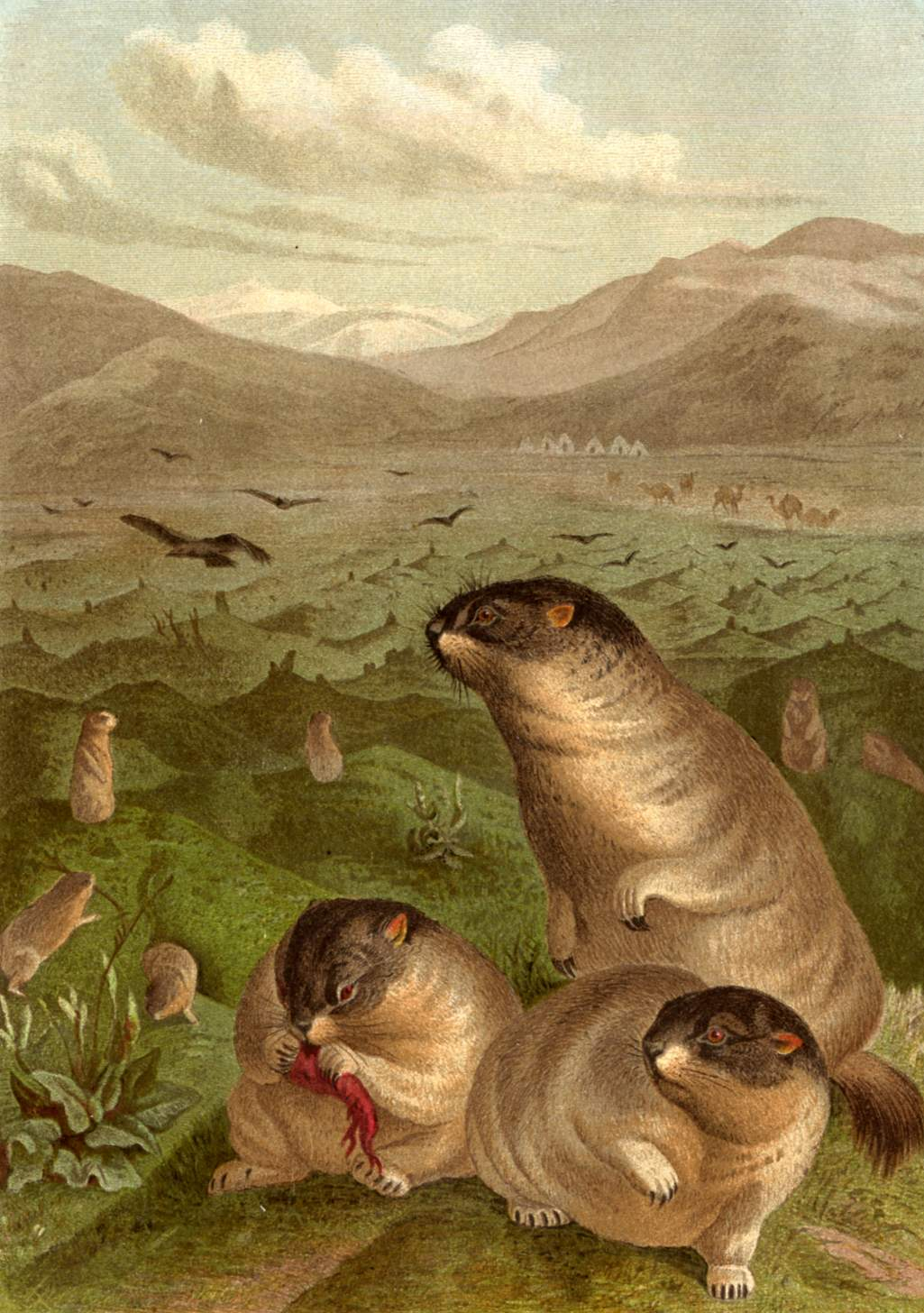
Gravat de la marmota bobak en un llibre alemany del 1883: Brehms Thierleben

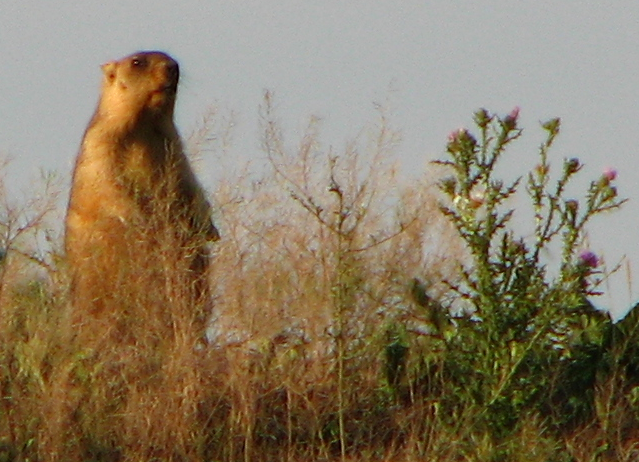
Marmota bobak a l'estepa del Don

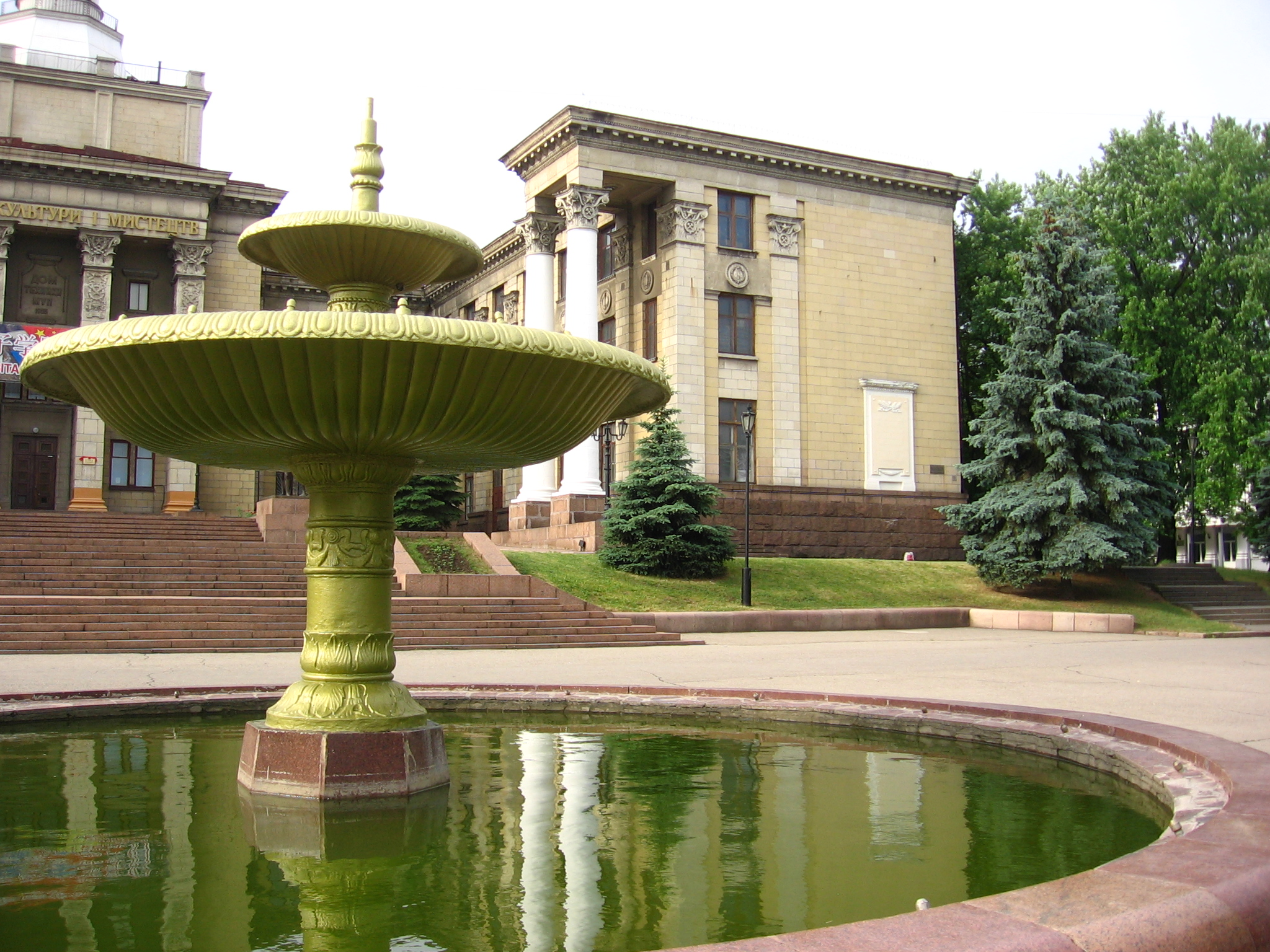
Una font a Luhansk

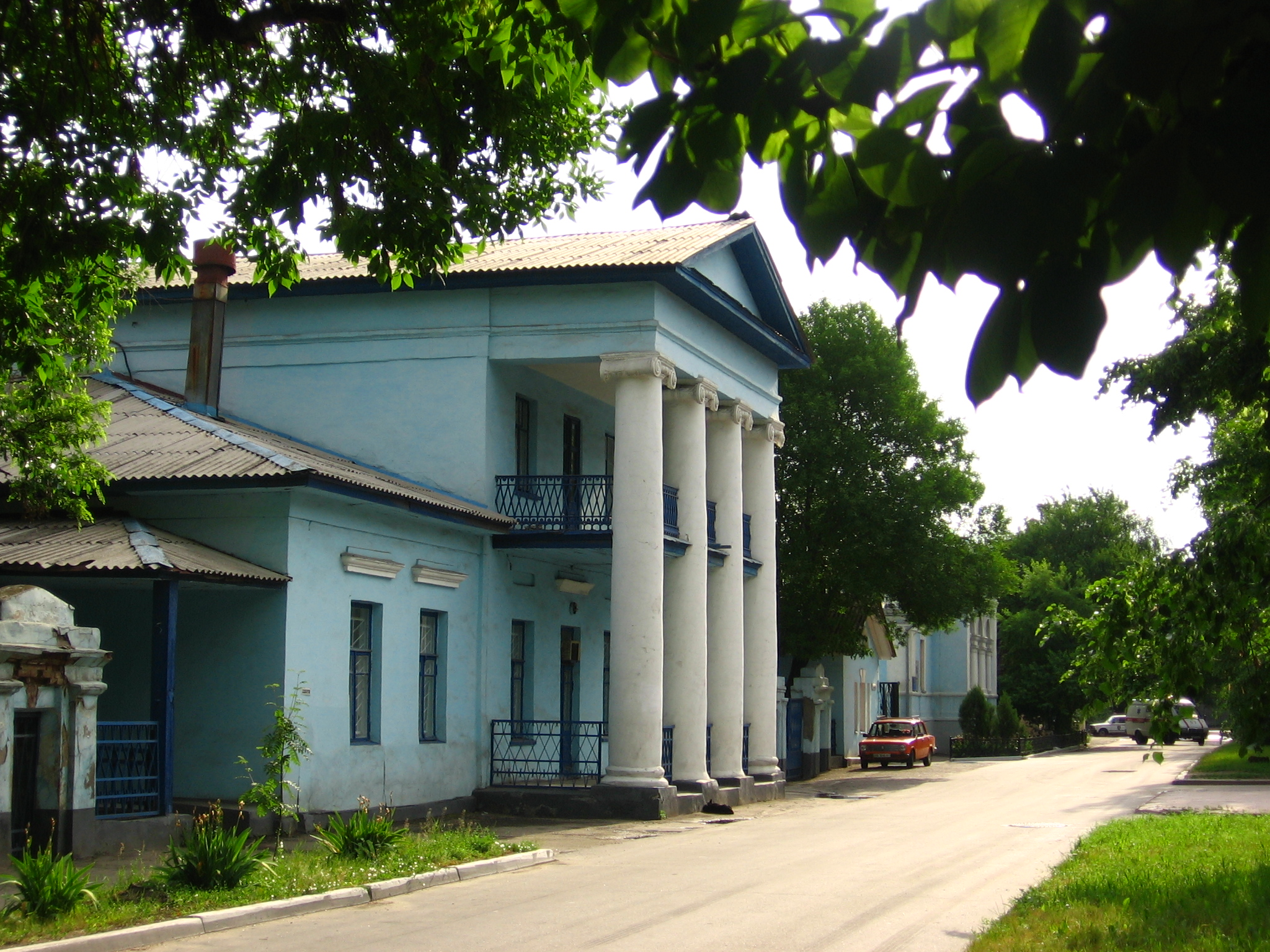
Sanatori (Водолікарня, Vodolikàrnia) a Luhansk.

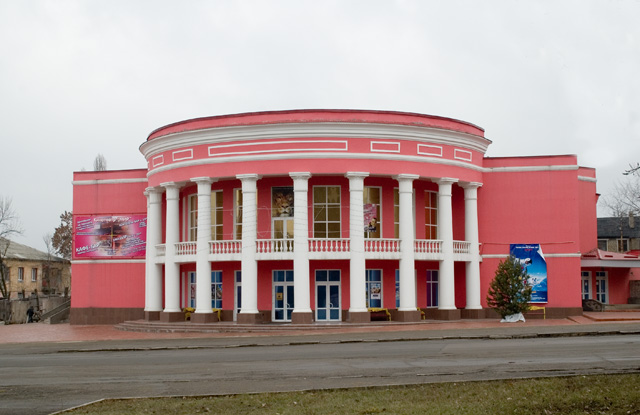
Cinema "Mir" (Кинотеатр "Мир", que vol dir Pau o Món) a Stakhànov.

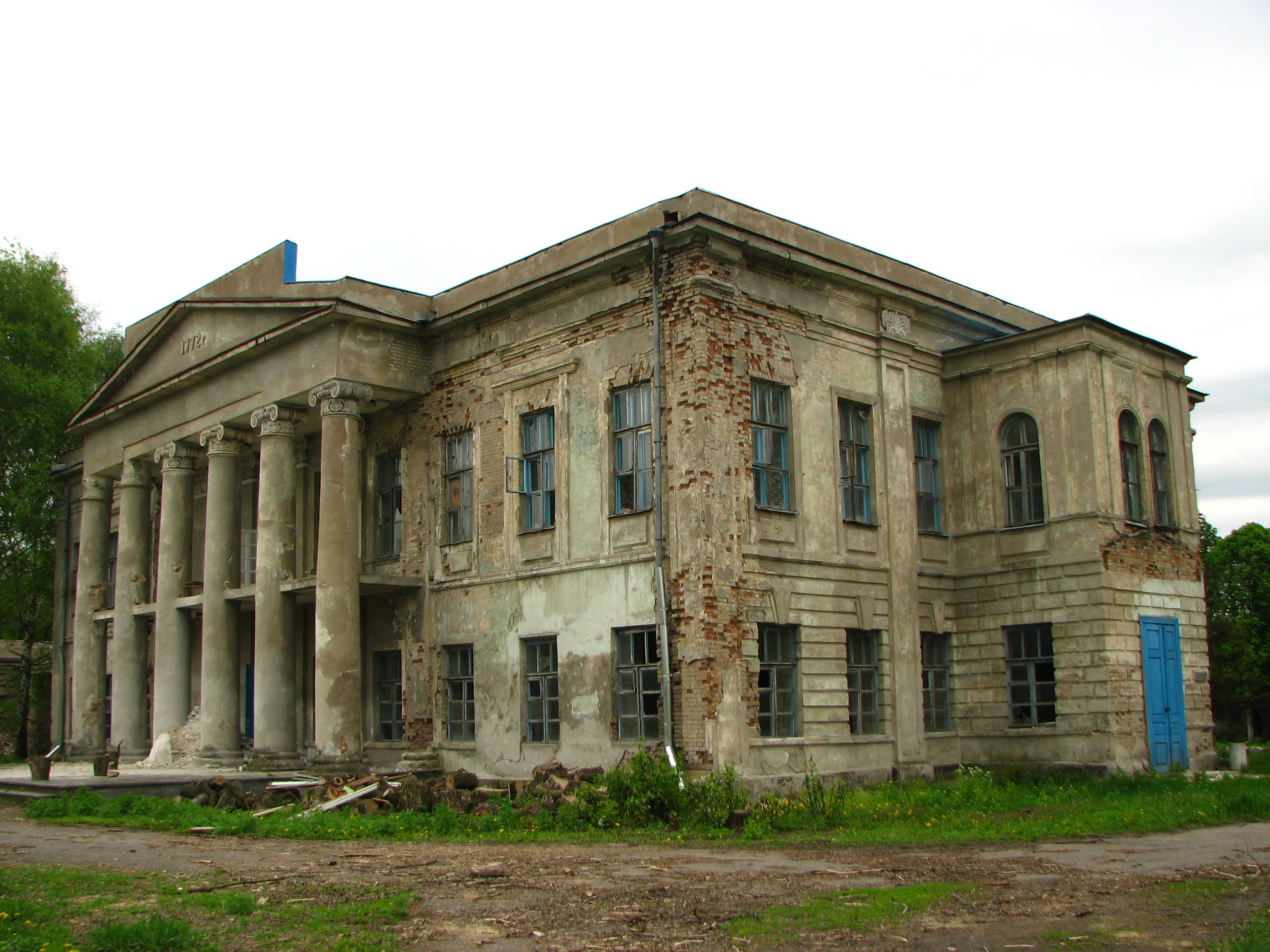
Palau o casa senyorial (панський маєток) a Oleksàndrivsk, en estat deixat (2008).

L'óblast de Luhansk (ucraïnès: Луга́нська о́бласть, transcrit: Luhanska óblast, transliterat amb el sistema científic internacional: Luhans'ka oblast′; nom informal: Луганщина, transcrit: Luhànsxyna) és una óblast d'Ucraïna Oriental. La capital és Luhansk (Луганськ) de iure i 
Sievierodonetsk de facto.
Forma part de les regions històriques i culturals de Slobojànsxyna (Слобожанщинa), Prytxornomòria o "Pre-Mar Negra" (причорноморськи регіон), i Dónsxyna, abans també Podónnia o Donétxyna (До́нщина, Доне́ччинa, Подоння), part del territori de la conca del riu Don. El territori consisteix principalment d'estepa i bosc. També forma part de la regió industrial del Donbàs o Conca del Síverski Donets (Донецький басейн, Donetskyi Bassèin, normalment abreviat a Донбас, Donbas o, en rus, Донбасс, Donbàs).
És la més oriental de les óblasts ucraïneses. Limita amb les óblasts de Khàrkiv i Donetsk a l'oest, i amb Rússia per les altres bandes: óblast de Rostov pel sud, óblast de Vorónej per l'est i óblast de Bélgorod pel nord.
En contradicció amb la constitució d'Ucraïna, la Rada (consell) de l'óblast va declarar el rus com a cooficial amb l'ucraïnès el 25 d'abril del 2005.

## Geografia física

### Hidrografia

#### Rius
- Síverski Donets (Сі́верський Доне́ць), passa per la ciutat de Luhansk
  - Aidar (Айдар), afluent del Síverskyi Donets
  - Luhanka o Luhan (Луганка, Луга́нь), afluent del Síverski Donets, passa per la ciutat de Luhansk
  - Derkul (Деркул), afluent del Síverski Donets
  - Krasna (Красна), afluent del Síverski Donets
  - Velyka Kàmianka (Вели́ка Ка́м'янка), afluent del Síverski Donets
  - Mertvyi Donets (Мертвий Донець), antic afluent del Síverski Donets
  - Luhantxyk (Луганчик), afluent del Síverski Donets
  - Tepla (Тепла), afluent del Síverski Donets
  - Ievsyh (Євсуг), afluent del Síverski Donets
  - Borova (Борова), afluent del Síverski Donets
  - Villkhivka, també Vollkhova, Olkhivka (Вільхі́вка, Вільхова, Ольхівка)
- Miús (Міу́с), que desemboca a la mar d'Azov
  - Naholna (Нагольна), afluent del Miús

## Política i govern

### Divisions administratives
L'óblast de Luhansk està dividida fins 2020 en 18 raions (sing. район, raion, pl. райо́ни, raion·y, subdivisió administrativa similar a les nostres comarques) i 14 ciutats que no depenen d'un raion sinó directament de l'óblast. Aquestes últimes són les ciutats indicades més avall sota "Principals ciutats".
L'óblast té un total de:
- 37 ciutats (sing: мі́сто, misto, plural: мі́ста, mista), 23 de les quals depenen d'un raion;
- 109 "assentaments de tipus urbà" o SMTs (un смт, smt, се́лище місько́го ти́пу, sélysxe miskoho typu, és un municipi amb estatus entre poble i ciutat);
- 673 pobles (село́, seló); i...
- 109 llogarrets (се́лище, sélysxe, tot sol).

### Principals ciutats
Les 14 ciutats que no depenen d'un raion sinó directament de l'óblast:
- Altxevsk (Алчевськ)
- Antratsit (Антраци́т, abans del 1962: Боково-Антрацит, Bokovo-Antratsit), ciutat minera.
- Brianka (Брянка)
- Holubivka (Кіровськ)
- Khrustalni (Криндачівка, Kryndatxivka)
- Sorokine (Краснодон)
- Lissitxansk (Лисичанськ)
- Luhansk (Луганськ, abans Луганське, Luhanske), la capital de l'óblast, és irrigat pel Síverski Donets, el Villkhivka (Вільхі́вка) i el Luhanka, riu que li dona el nom.
- Pervomaisk (Первомайськ)
- Róvenki (Ровеньки)
- Rubijne (Рубіжне)
- Dovjansk (Довжанськ), abans del 2016, Sverdlovsk (Свердловськ)
- Sievierodonetsk (Сєвєродонецьк)
- Kadíivka (Кадіївка)

Les 23 ciutats que depenen d'un raion: Almazna (Алмазна), Bakhmut(Артемівськ), Hirskè (Гірське), Zimohiria (Зимогір'я), Zolotè (Золоте), Zòrinsk (Зоринськ), Kreminnà (Кремінна), Lutúhine (Лутугине), Miussinsk (Міусинськ), Molodohvardíisk (Молодогвардійськ), Novodrújesk (Новодружеськ), Oleksàndrivsk (Олександрівськ), Perevalsk (Перевальськ), Petròvo-Krasnossíllia (Петрово-Красносілля), Popasna (Попасна), Privíl·lia (Привілля), Svàtove (Сватове), Starobilsk (Старобільськ), Sukhodilsk (Суходільськ), Írmino (Ірміно), Voznessenivka (Вознесенівка), Sxàstia (Щастя).

### Altres municipis d'interès
- Oleksàndrivsk o sloboda Oleksàndrivka (Олекса́ндрівськ, слобода Олександрівка), a la riba del Luhanka, riu amunt de Luhansk.

## Cultura

### Llocs i dades d'interès
- Un dels símbols de l'óblast és la marmota de l'estepa o marmota bobac (nom científic: Marmota bobak; ucraïnès: степо́вий баба́к, степо́вий байба́к, transcrit: stepovyi babak o stepovyi baibak), present a l'escut.

- Parc-museu de les "iaies de pedra" dels Pólovtsi o Kiptxak (Парк-музей половецьких кам'яних баб, Park-muzei polovétskykh kàmianykh bab), Luhansk. Parc amb un nombre d'aquestes estàtues (anomenades "баби", baby, és a dir iaies) prehistòriques o antigues fetes pels Kiptxaks o Pólovtsi.

- Casa-museu de Volodýmyr Dal o Dahl (Будинок-музей Володимира Даля), Luhansk. Museu a la casa on va néixer i viure per molt temps el famós lexicògraf, escriptor, etnògraf i metge russo-ucraïnès d'origen danès de part del pare i francès i alemany (hugonots) de part de la mare, Vladímir Ivànovitx Dal o Volodýmyr Ivànovytx Dal o Dahl (ucraïnès: Володи́мир Іва́нович Даль, transcrit: Volodýmyr Ivànovytx Dal; rus: Влади́мир Ива́нович Даль, transcrit: Vladímir Ivànovitx Dal; anglès: Vladimir Ivanovich Dal, 1801-1872). Va usar també el pseudònim "Cosac de Luhansk" (Козак Луганський, Kozak Luhanskyi). El seu opus major: Diccionari explicatiu de la gran llengua russa viva (Толко́вый слова́рь живо́го великору́сского языка́). També parlava ucraïnès i treballava sobre etnografia ucraïnesa.

- Memorial "Hostra Mohyla" (Меморіал «Гостра могила»), als afores de Luhansk.

- Reserva natural de Luhansk (Луганський природний заповідник), dividida en tres parts: 
  - Estepa de Strilets (Стрільцівський степ o Стрілецький степ, Striltsivskyi step o Striletskyi step);
  - Estepa de Proval (Провальський степ, Provalskyi step);
  - "Plana d'inundació del Pre-Don" (Придінцівська заплава, Pridintsivska zaplava), a la riba del Síverski Donets.

### Personatges
Serhí Jadan (Сергі́й Ві́кторович Жада́н, transcrit: Serhí Víktorovytx Jadan, Starobilsk, óblast de Luhansk, 1974), escriptor, poeta, va néixer a la ciutat de Starobilsk a aquesta óblast, però va estudiar i ara viu a Khàrkiv.

## Galeria d'imatges

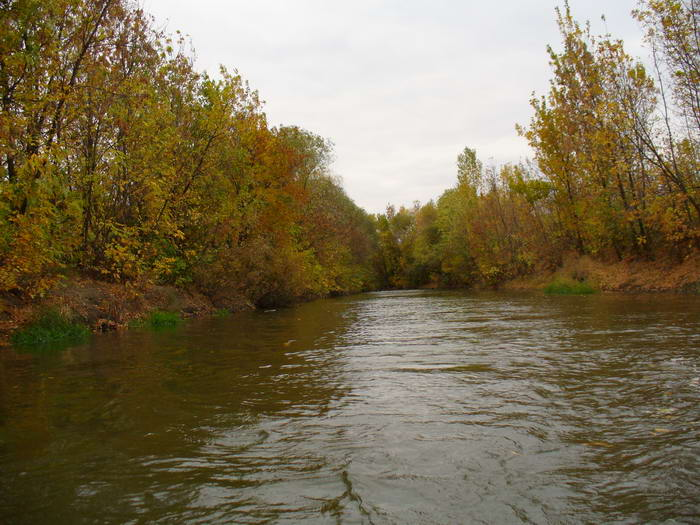
El riu Mius.
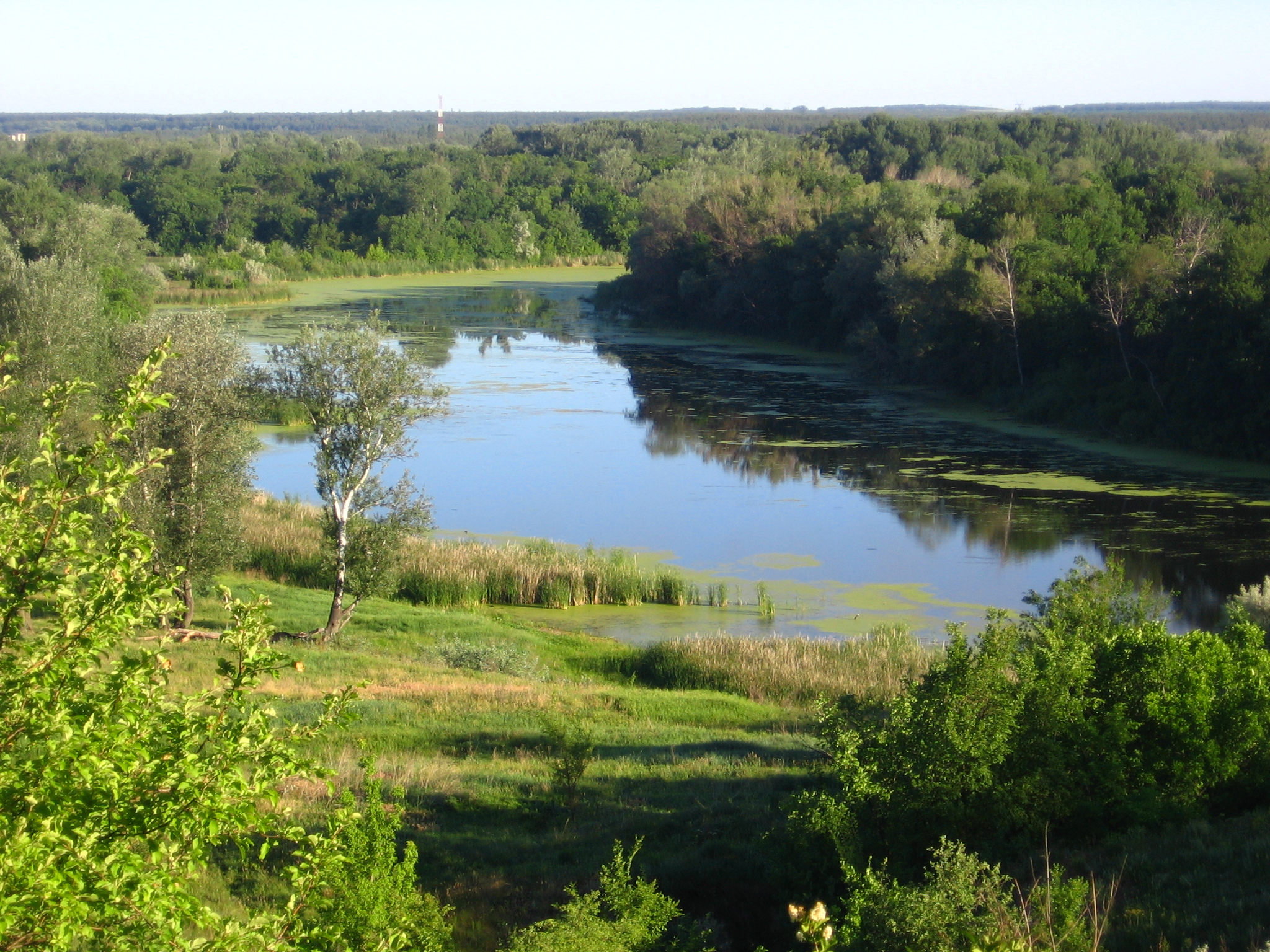
El Mertvyi Donets prop de Luhansk.
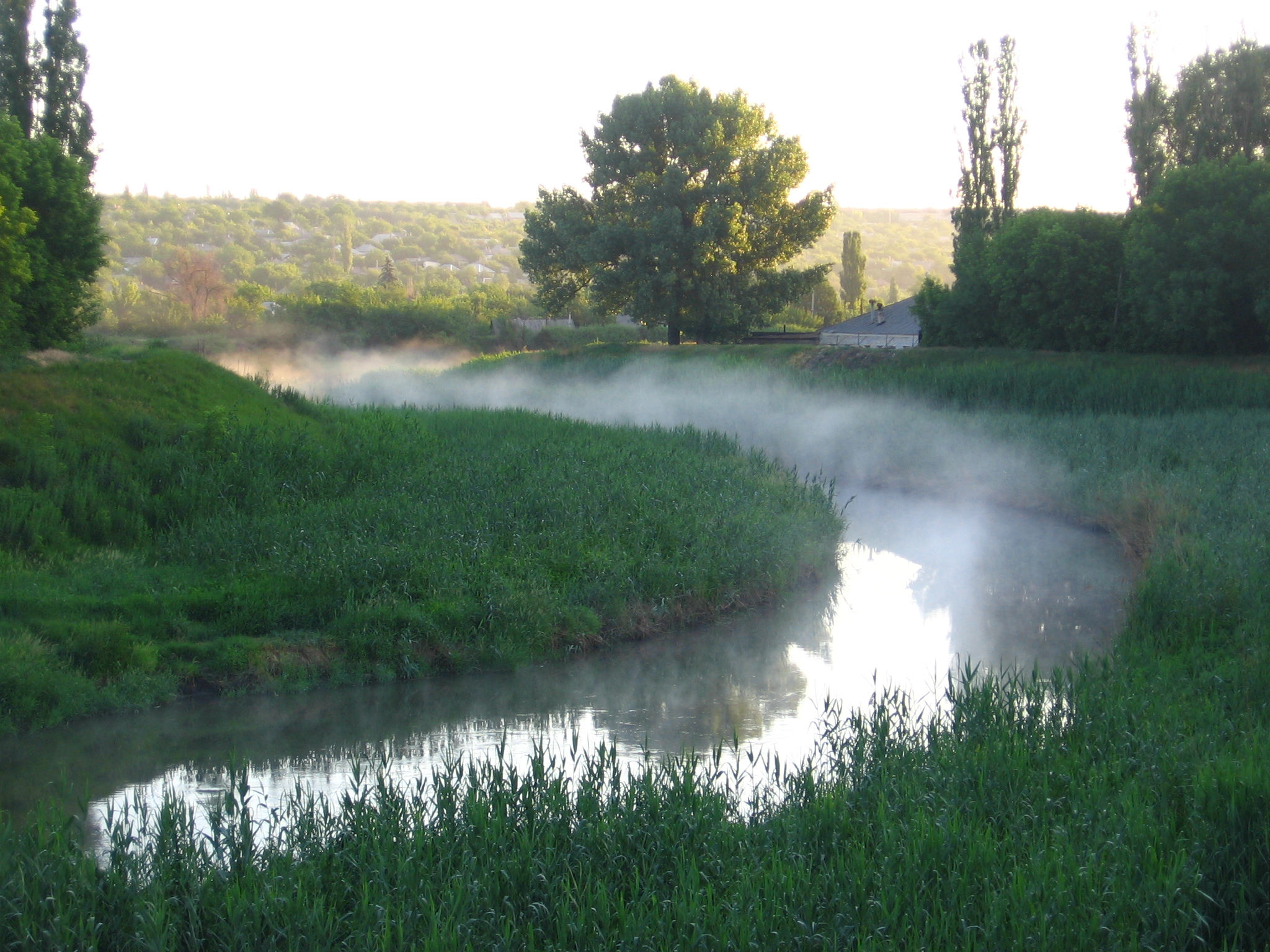
El riu Luhan o Luhanka a Luhansk, boirina matinal.
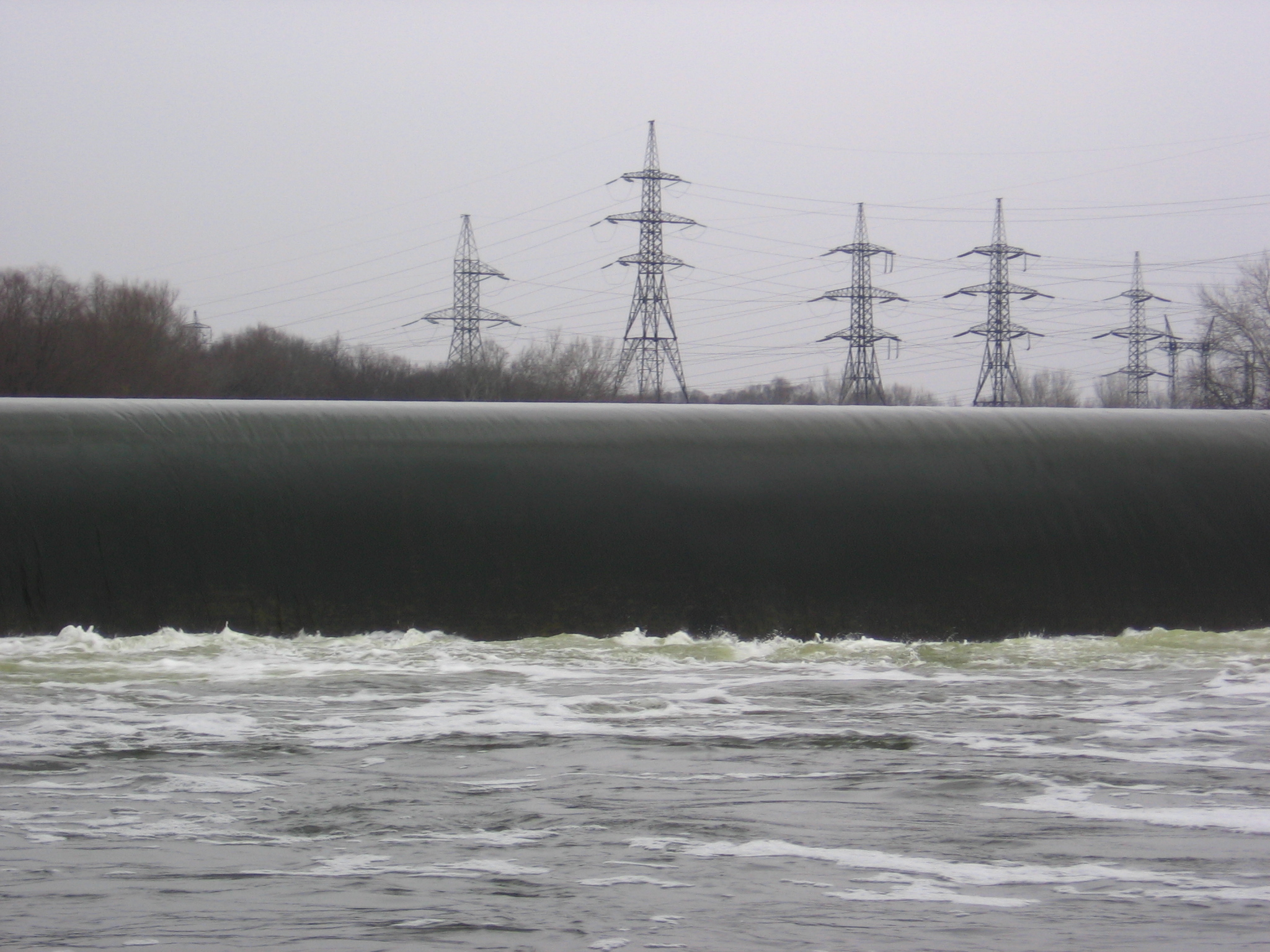
Presa de la central hidroelèctrica de Luhansk, riu Síverski Donets
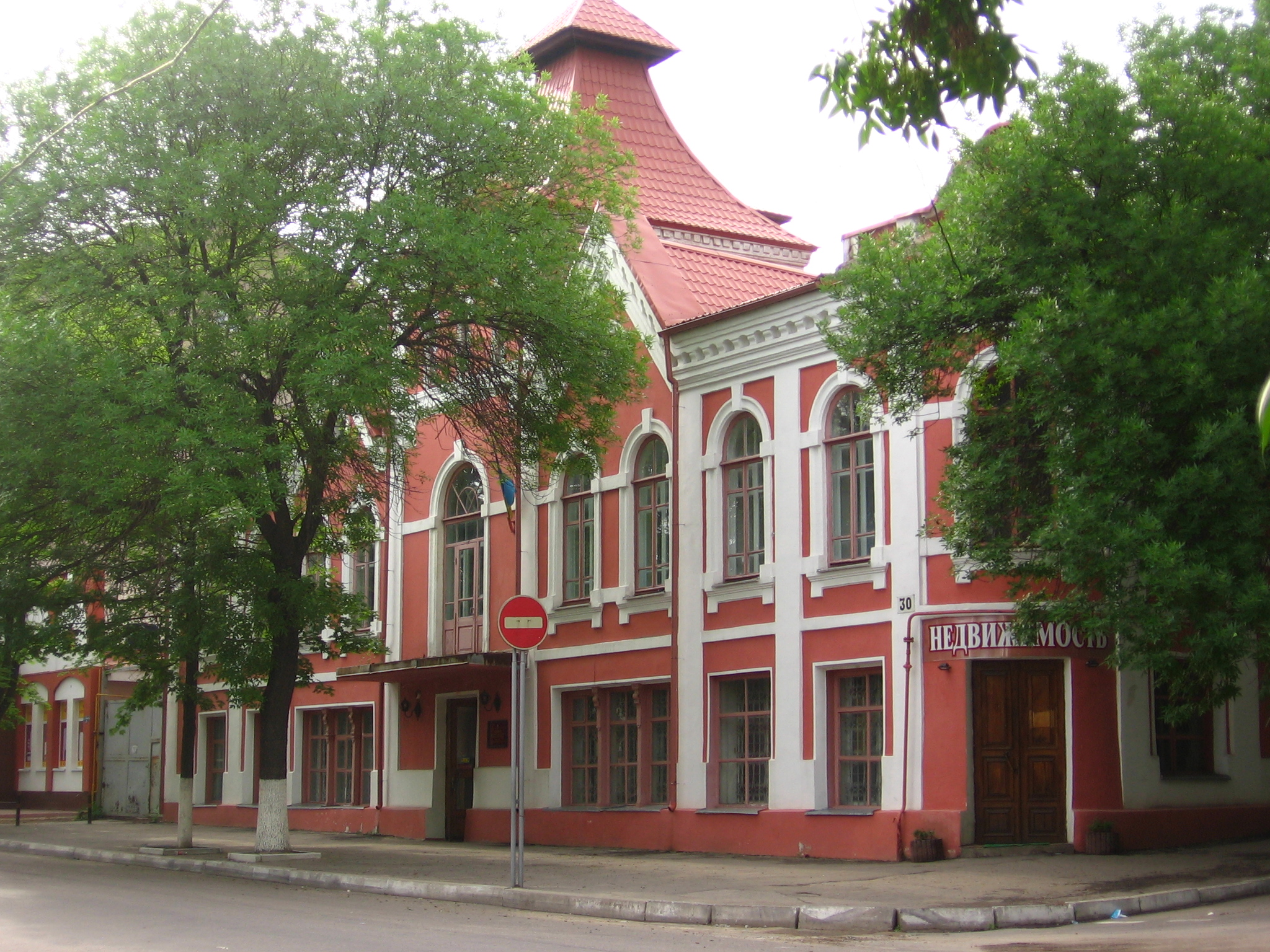
Museu d'història de Luhansk.
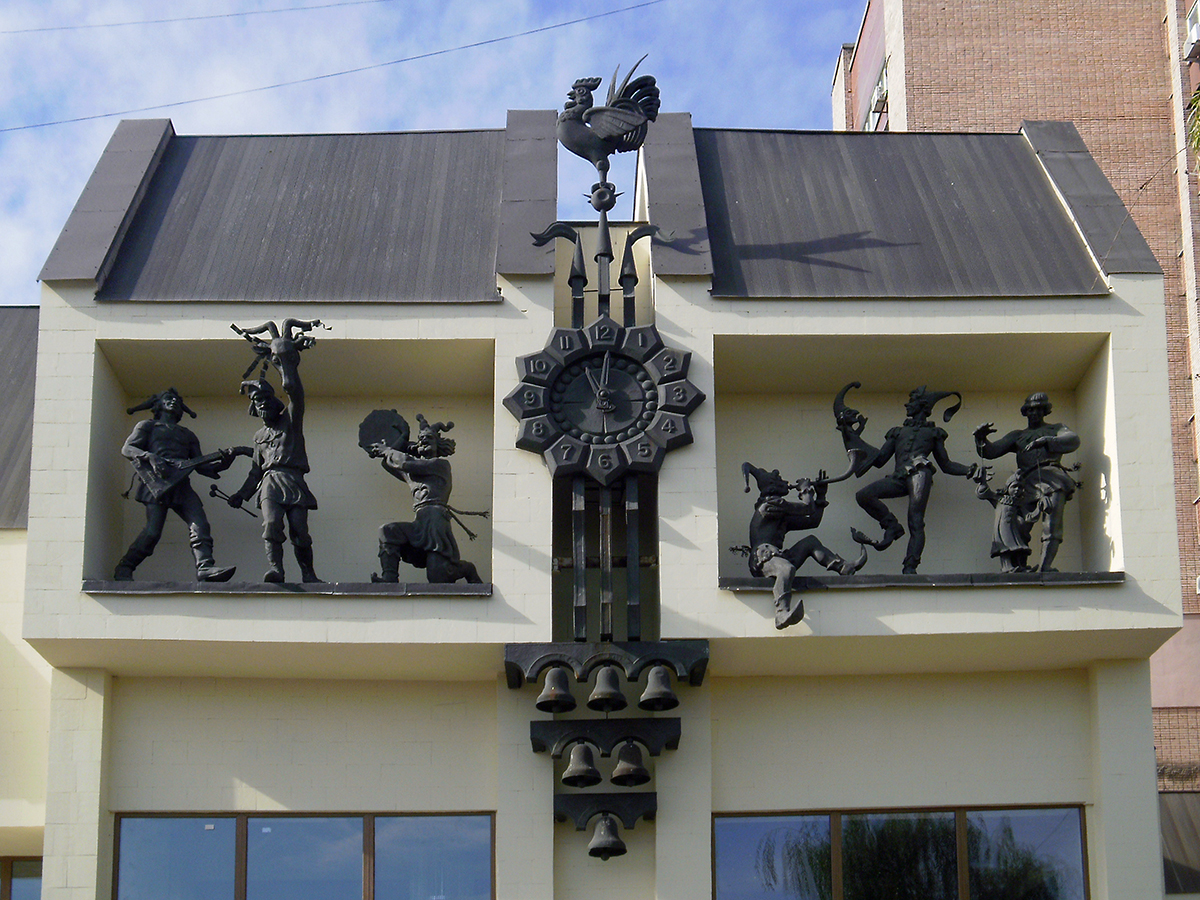
Teatre de titelles de Luhansk, escultures a la façana.
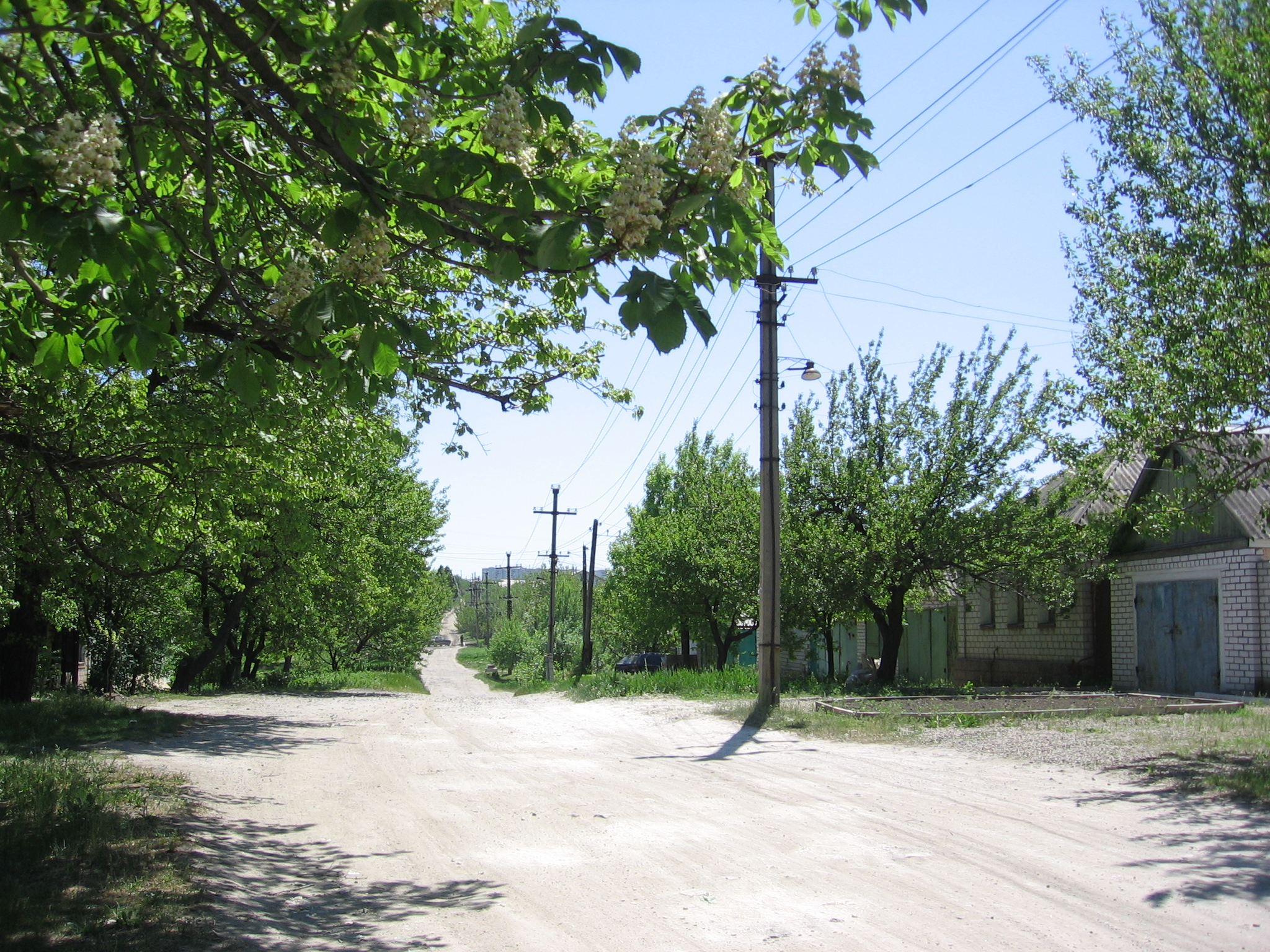
Carrer Korolenko, Luhansk, el 2007.
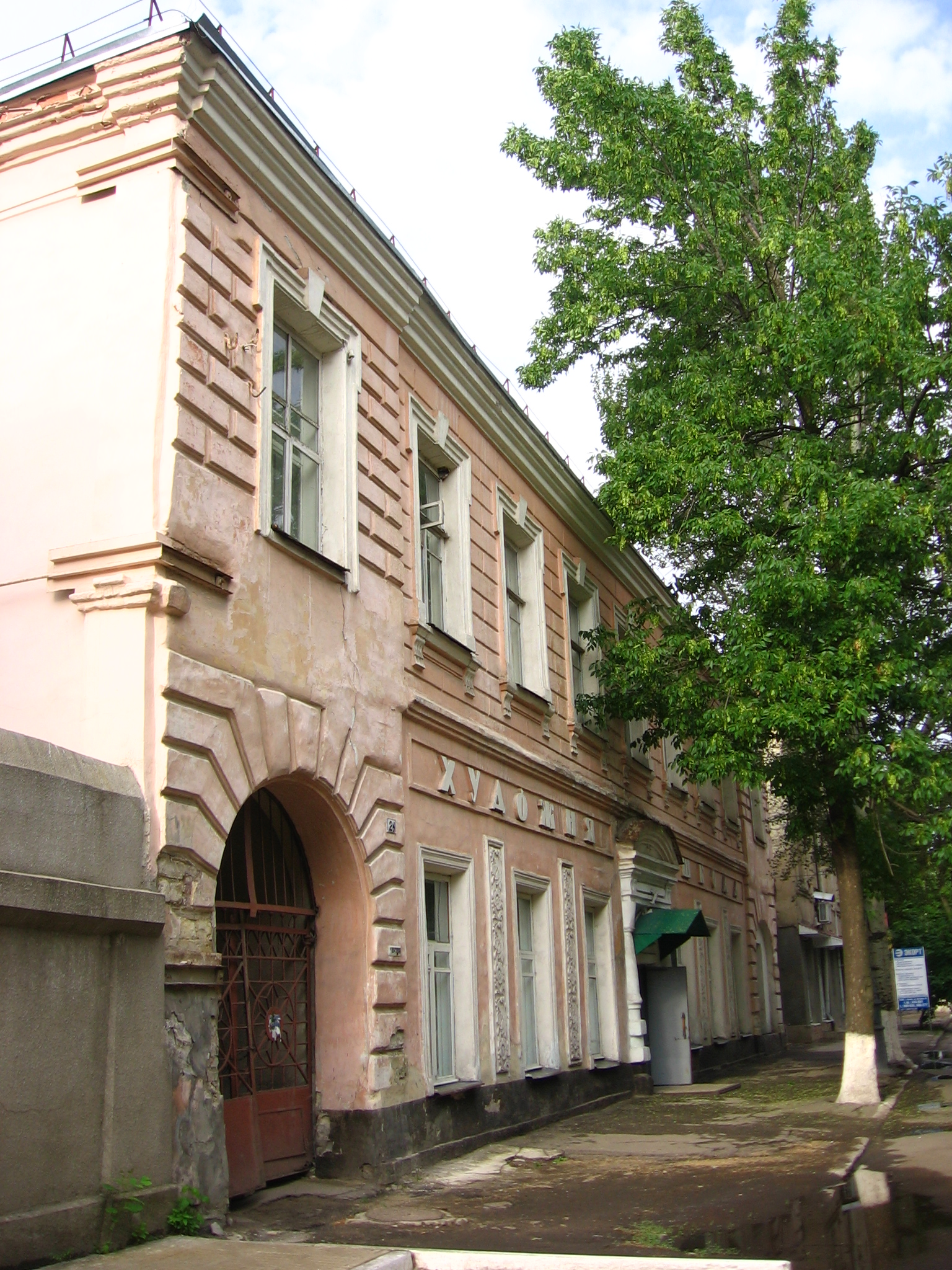
Escola per a nens a Luhansk, especialitzat en art.
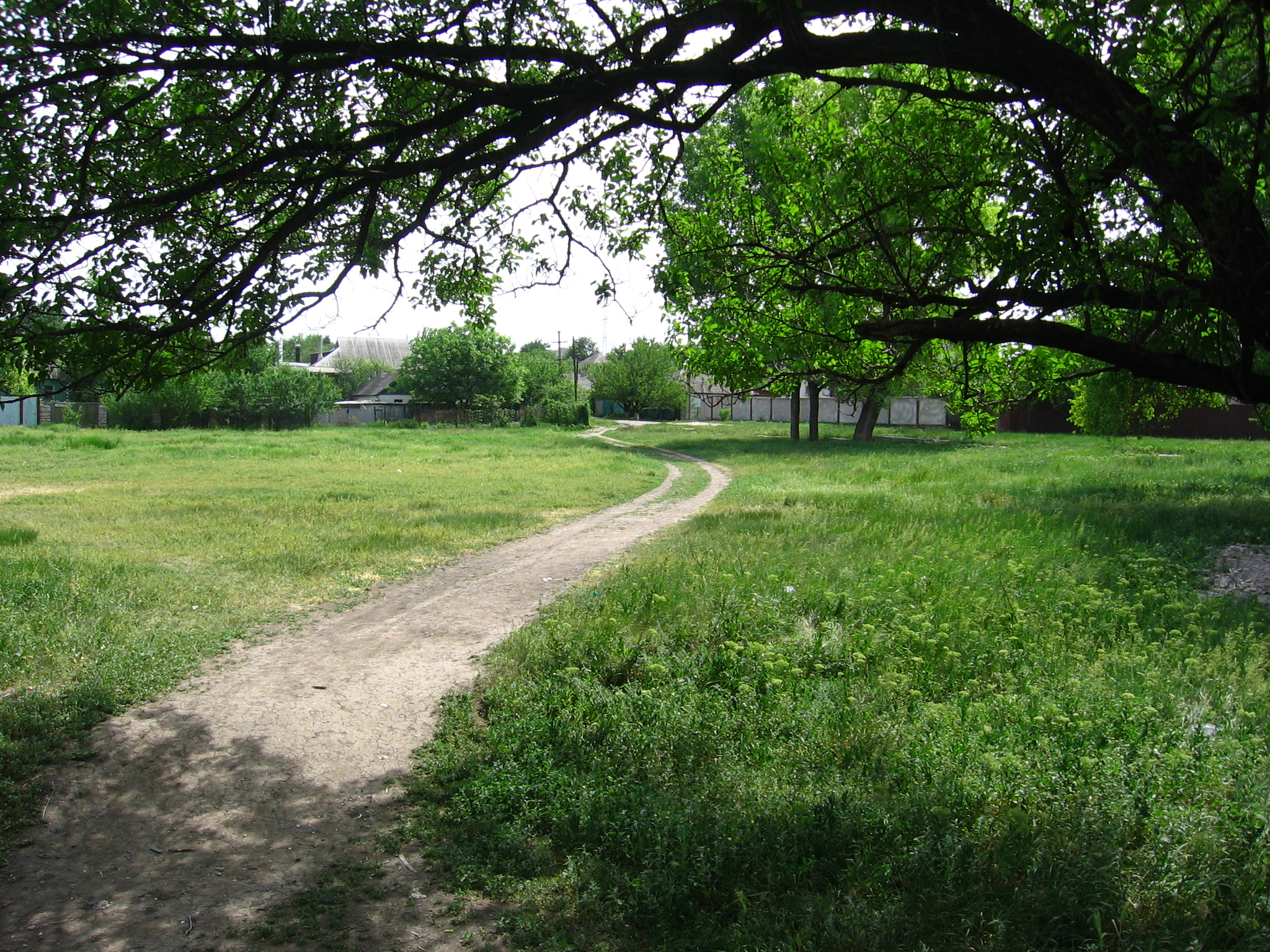
Antic camp de futbol a Luhansk.
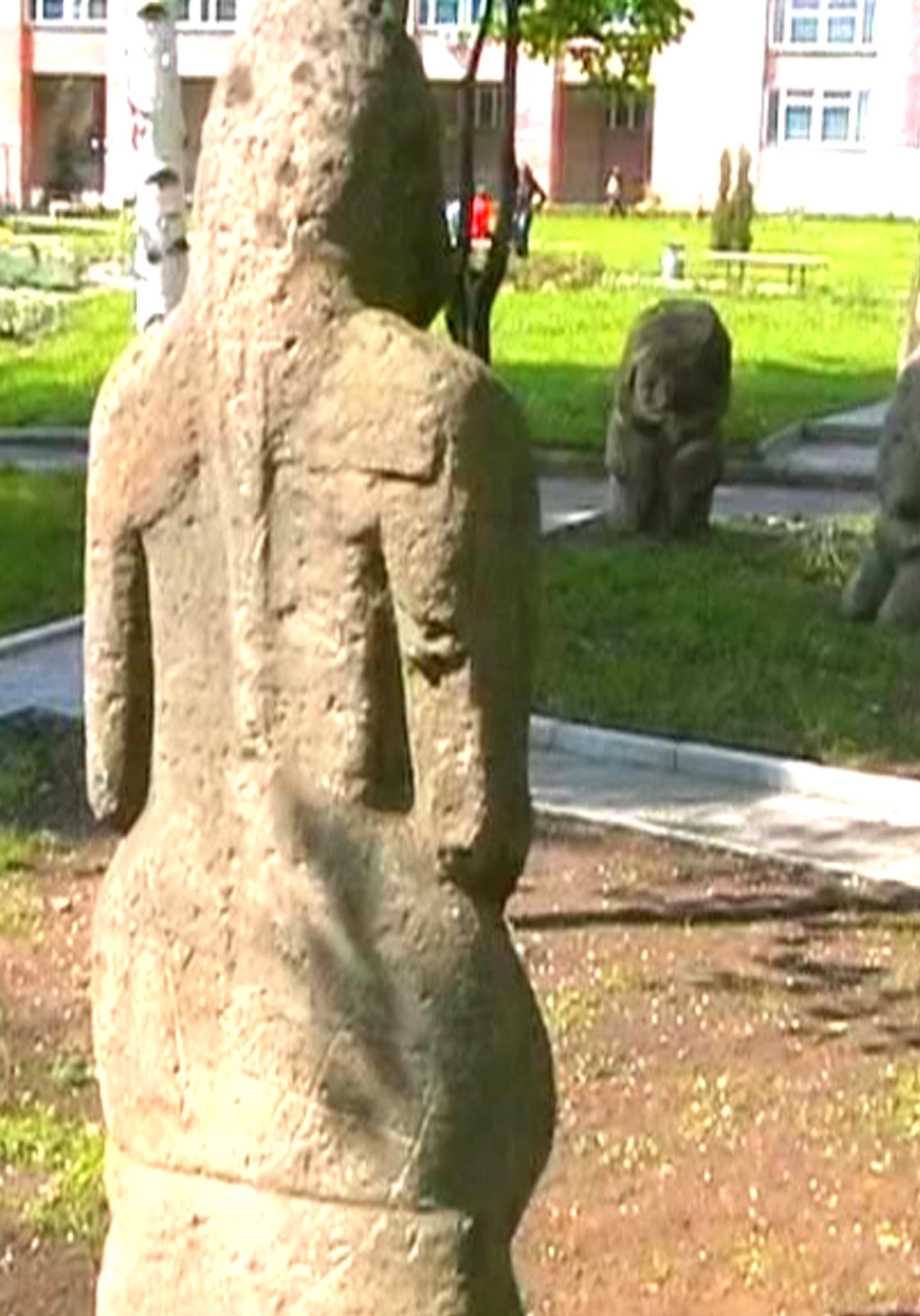
Parc-museu de les "iaies de pedra" dels Kiptxaks o Pólovtsi (Парк-музей половецьких кам'яних баб)
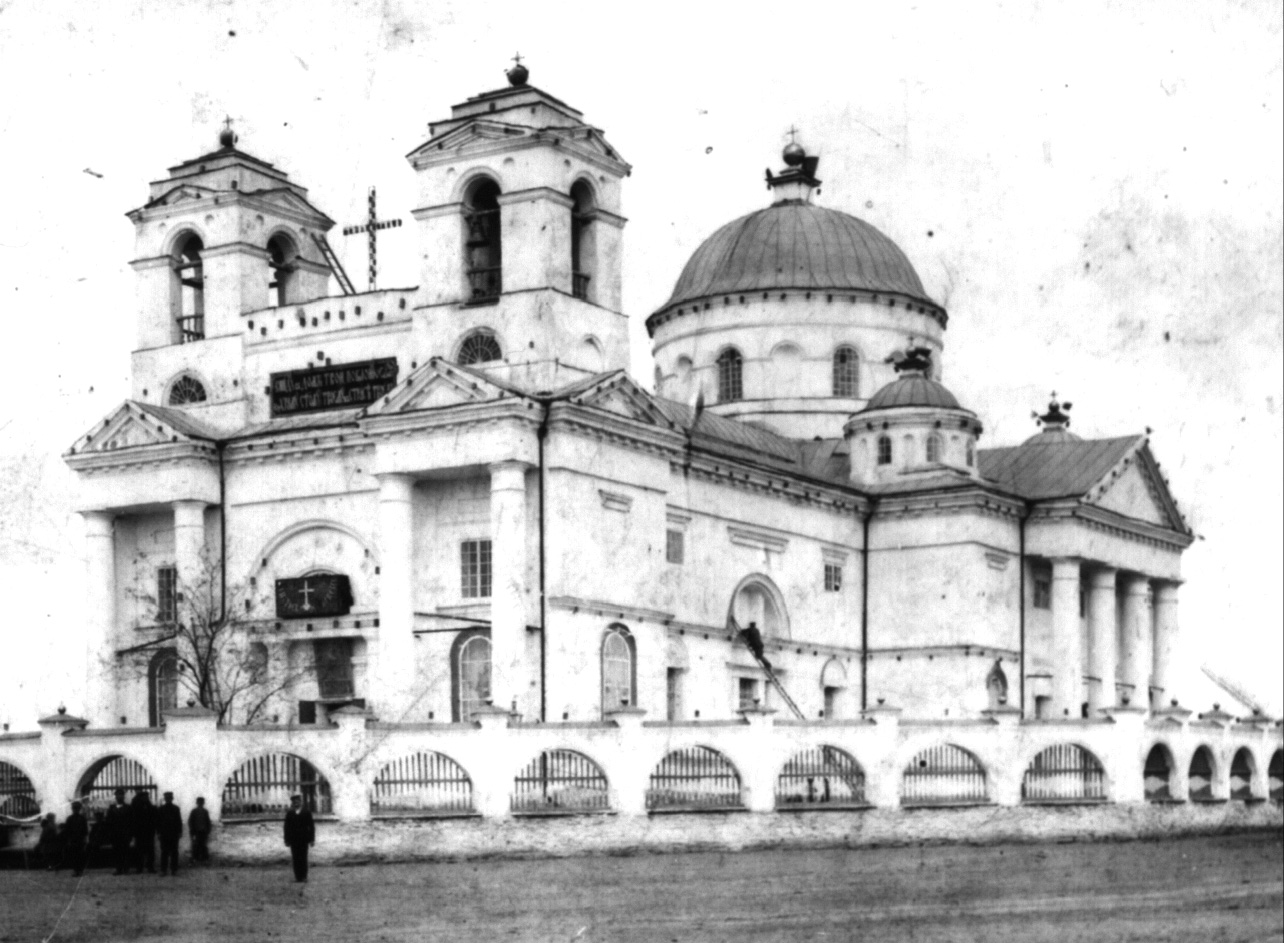
Antiga església al poble (avui "assentament de tipus urbà") d'Uspenska, foto del segle xix. Enderrocada.
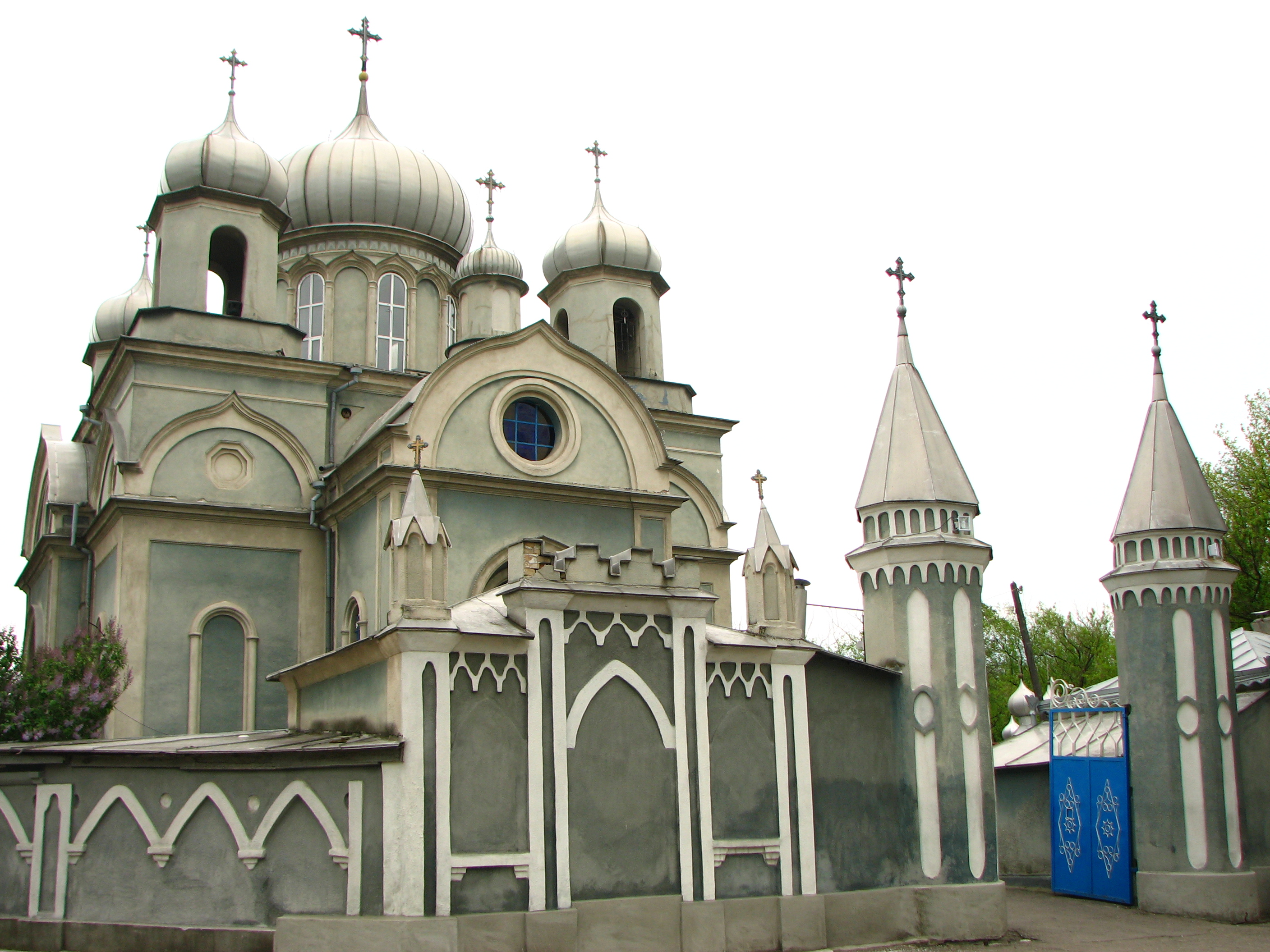
Catedral de la santa ascensió (Свято-Вознесенський собор) a Oleksàndrivsk
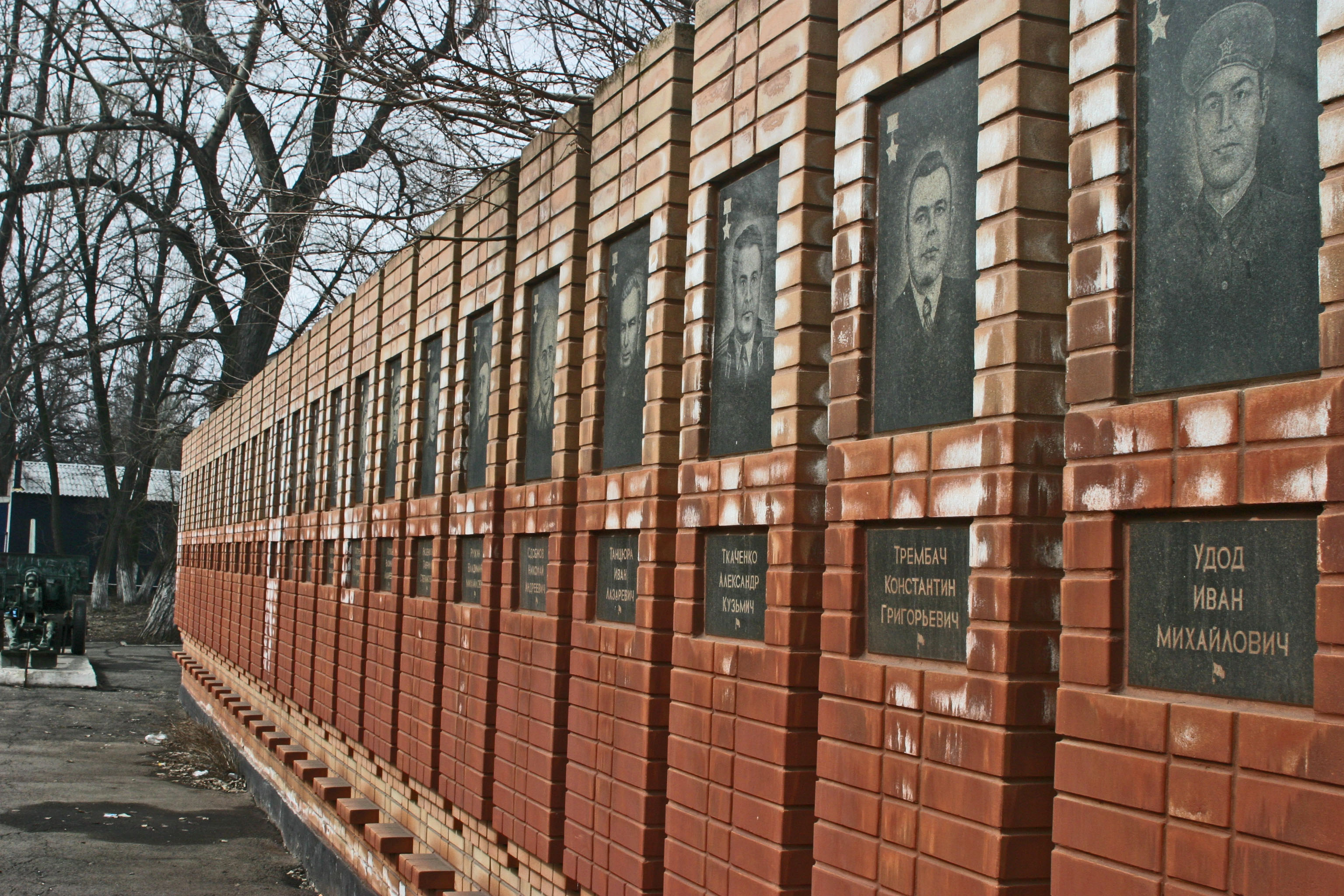
Paret memorial soviètica "Glòria als herois de la guerra i del treball" a Khrustalni.